# Dichaea costaricensis
Dichaea costaricensis är en orkidéart som beskrevs av Rudolf Schlechter. Dichaea costaricensis ingår i släktet Dichaea och familjen orkidéer. Inga underarter finns listade i Catalogue of Life.